# Universidade Federal do Recôncavo da Bahia
La Universidade Federal do Recôncavo da Bahia (UFRB) es una universidad pública brasileña con sede en la ciudad de Cruz das Almas, possuindo também campus en municipios baianos de Amargosa, Cachoeira y Santo Antônio de Jesus.
Es la segunda universidad federal con sede en Bahía.
Está afiliada Organizações de alcance mundial, como la Asociación de Universidades de Lengua Portuguesa (AULP), y nacionales, como la Red Nacional Extensão (RENEX). 
La Universidad se estableció la Ley 11.151 de 2005. 
En agosto de 2011 se anunció um campus en el municipio de Feira de Santana, y se estima que estará operando a principios de 2013.